# Chen Jianguo
Chen Jianguo (chinesisch 陈建国; * 14. Juli 1945 in Rongcheng, Provinz Shandong) ist ein chinesischer Politiker der Kommunistischen Partei Chinas (KPCh), der unter anderem zwischen 2002 und 2010 Sekretär des Parteikomitees der KPCh der Autonomen Region Ningxia der Hui-Nationalität war.

## Leben
Chen Jianguo, Angehöriger des Han-Volkes, leistete zwischen 1962 und 1969 Militärdienst bei den Bodentruppen der Volksbefreiungsarmee und wurde 1966 Mitglied der KPCh. Anschließend arbeitete er von 1969 bis 1976 im Stahlwerk Xiaoganglian in Yantai und fungierte zwischen 1976 und 1978 erst als Sekretär des Büros für Telekommunikation. Daraufhin war er von 1978 und 1983 in Personalunion Leiter des Büros für Metallurgie und Geologie sowie stellvertretender Direktor der Wirtschaftsabteilung des Parteikomitees der KPCh der bezirksfreien Stadt Yantai. Während dieser Zeit absolvierte er ferner zwischen 1980 und 1982 einen Studienlehrgang für Parteikader an der Wirtschaftswissenschaftlichen Fakultät der Shandong-Universität und war daraufhin von 1983 bis 1987 Mitglied des Ständigen Ausschusses des Stadtparteikomitees von Yantai sowie des Weiteren zwischen 1984 und 1987 Vize-Bürgermeister dieser bezirksfreien Stadt. Er fungierte zwischen 1987 und 1989 als stellvertretender Sekretär des Stadtparteikomitees der KPCh von Weihai und war von 1992 bis 1994 Sekretär des Stadtparteikomitees der KPCh von Yantai.
Chen, der zwischen 1992 und 1998 Mitglied des Ständigen Ausschusses der Parteikomitees der Provinz Shandong war, bekleidete von 1992 bis 1993 kurzzeitig den Posten als Sekretär für Politik und Recht dieses Provinzparteikomitees. Er war daraufhin zwischen 1993 und 1998 Vizegouverneur der Provinz Shandong und damit Stellvertreter des Gouverneurs von Shandong, Zhao Zhihao (1993 bis 1995) beziehungsweise Li Chunting (1995 bis 1998). Zeitgleich fungierte er von 1994 bis 2002 als stellvertretender Sekretär des Parteikomitees der KPCh der Provinz Shandong und war als solcher Vertreter der Sekretär des Provinzparteikomitees, Zhao Zhihao (1994 bis 1997) beziehungsweise Wu Guanzheng (1997 bis 2002). Auf dem XV. Parteitag im September 1997 wurde er zum Kandidaten des Zentralkomitees (ZK der KPCh) gewählt und behielt diese Funktion nach seiner Wiederwahl auf dem XVI. Parteitag im September 2002 bis September 2007.
Im März 2002 übernahm Chen Jianguo von Mao Rubai die Funktion als Sekretär des Parteikomitees der KPCh der Autonomen Region Ningxia der Hui-Nationalität und verblieb in dieser bis Juli 2010, woraufhin Zhang Yi ihn ablöste. Zugleich war er in Personalunion zwischen 2002 und 2010 Vorsitzender des Ständigen Ausschusses des Volkskongresses von Ningxia sowie Mitglied des Ständigen Ausschusses des Parteikomitees der KPCh dieser Autonomen Region. Auf dem XVII. Parteitag im September 2007 wurde er zudem zum Mitglied des ZK der KPCh gewählt und gehörte diesem Führungsgremium bis September 2012 an. Nach Beendigung seiner Funktionen in Ningxia war er zwischen 2010 und 2013 zunächst stellvertretende Vorsitzenden des Ausschusses für innere Angelegenheiten und Justiz des Nationalen Volkskongresses sowie vom 16. März 2013 bis März 2018 während der zwölften Legislaturperiode Vorsitzender des Ausschusses für Landwirtschaft und ländliche Angelegenheiten des Nationalen Volkskongresses.

## Weblink
- Chen Jianguo (chinavitae.com) (Memento vom 5. Februar 2023 im Internet Archive)